# Nagyréde
Nagyréde est un village et une commune du comitat de Heves en Hongrie.